# Élection à la direction du Parti libéral australien de 2025
 (mai 2025).
L'élection à la direction du Parti libéral australien de 2025 se tiendra au cours de l'année 2025 afin d'élire un nouveau chef pour le Parti libéral à la suite de la défaite de la Coalition et de Peter Dutton aux élections fédérales de 2025.

## Contexte
Les élections fédérales de 2022 voient la défaite de la Coalition libérale-nationale sortante menée par Scott Morrison face au Parti travailliste d'Anthony Albanese. Scott Morrison, après avoir félicité son adversaire pour sa victoire, démissionne de la direction du Parti libéral, et sera remplacé par Peter Dutton, son ministre de la Défense, qui ne rencontre alors aucune opposition. Sussan Ley est élue comme dirigeante adjointe, également sans opposition.
À l’approche des élections fédérales de 2025, les sondages prédisent une victoire de la Coalition face aux travaillistes, qu’ils ont devancé en novembre 2024. À partir de mars 2025, la tendance commence à s’inverser et les travaillistes reprennent progressivement de l’avance, si bien que les sondages annoncent désormais la possibilité la plus probable d’un Parlement sans majorité. 
Le 3 mai, Dutton et la Coalition sont sévèrement défaits, obtenant des résultats encore plus mauvais qu’en 2022 et leur pire performance depuis 1946, première élection à laquelle le Parti libéral participe. Dutton perd même son siège dans la circonscription de Dickson face à la travailliste Ali France, entraînant ainsi la vacance du poste de chef de l’opposition .